# 토니 비스콘티
토니 비스콘티(Tony Visconti, 1944년 4월 24일 ~ )는 미국의 음악 프로듀서, 음악가, 가수다. 1960년대 후반부터 그는 여러 연주자들과 함께 일했다. 그의 가장 긴 참여는 데이비드 보위와 함께 했다. 1969년 보위의 두 번째 음반부터 2016년 발매된 《Blackstar》까지, 비스콘티는 가끔 보위의 많은 음반들을 제작하고 때로는 공연하기도 했다.